# Ellyard-Nunatak
Der Ellyard-Nunatak ist ein Nunatak im ostantarktischen Mac-Robertson-Land. In den Prince Charles Mountains ragt er 11 km südsüdöstlich des Mount Béchervaise an der Nordflanke des Scylla-Gletschers auf.
Luftaufnahmen der Australian National Antarctic Research Expeditions aus dem Jahr 1965 dienten seiner Kartierung. Das Antarctic Names Committee of Australia benannte ihn nach David G. Ellyard, Physiker auf der Mawson-Station im Jahr 1966. 